# Könnyező házigomba
A könnyező házigomba (Serpula lacrymans),  a bazídiumos gombák (Basidiomycota) törzsébe, azon belül a (Boletales) rendjébe és a (Serpulaceae) családjába tartozó faj. Ez a gombafaj a felelős a faanyagokon megjelenő száraz korhadás és barna korhadás jelenségekért.
Fajtaneve a latin serpula szóból ered, melynek magyar jelentése „kúszó”, valamint a lacrymans szóból, amely „könnyezőt” jelent.

## Fordítás
- Ez a szócikk részben vagy egészben  a   Serpula lacrymans című angol Wikipédia-szócikk ezen változatának fordításán alapul.  Az eredeti cikk szerkesztőit annak laptörténete sorolja fel. Ez a jelzés csupán a megfogalmazás eredetét és a szerzői jogokat jelzi, nem szolgál a cikkben szereplő információk forrásmegjelöléseként.